# SMAP 005
Albums de SMAP
SMAP 004
(1993) SMAP 006 ~SEXY SIX~
(1994)
Singles
1. $10
Sortie : 11 novembre 1993
2. Kimi Iro Omoi
Sortie : 1er janvier 1994

SMAP 005 est le cinquième album studio du groupe masculin japonais SMAP sorti en 1994.

## Détails
Il sort le 2 février 1994 sous le label Victor Entertainment et atteint la 2e place des classements hebdomadaires des ventes ce l'Oricon.
Il comprend les deux singles sortis auparavant dont : $10 (en novembre 1993) et Kimi Iro Omoi (en janvier 1994). Les singles sont enregistrés sous des versions remixées pour l'album.

## Formation
- Masahiro Nakai : leader ; chant secondaire
- Takuya Kimura : chant principal
- Katsuyuki Mori : chant principal
- Goro Inagaki : chœurs
- Tsuyoshi Kusanagi : chœurs
- Shingo Katori : chœurs

## Liste des titres
| 1.  | Gyōkai Jigoku Ichido wa Oide (ギョーカイ地獄いちどはおいで)          | 6:09 |
| 2.  | Nakushitari Mitsuketari no Everyday (失くしたり見つけたりのEveryday) |      |
| 3.  | $10 (MOD Mix)                                                        | 5:05 |
| 4.  | Sukoshi Tsurai Eien (少し辛い永遠)                                   | 3:59 |
| 5.  | Sports Shiyō (スポーツしよう)                                        | 4:21 |
| 6.  | Namida Moroi Woman (涙もろいWoman)                                   | 5:13 |
| 7.  | Itsu Datte Ai Shisugite Shimau (いつだって愛し過ぎてしまう)          | 4:32 |
| 8.  | Saigo no Fuyu no Hi (最後の冬の日)                                   | 4:17 |
| 9.  | Kimi ga Nanika wo Takuran Deite mo (君が何かを企んでいても)          | 5:30 |
| 10. | Hitori Bocchi no Happy Birthday (ひとりぼっちのHappy Birthday)       | 5:45 |
| 11. | Kimi Iro Omoi (Remix version) (君色思い)                             | 4:52 |
| 12. | Epilogue (エピローグ)                                                | 2:00 |